# Tautoneura longiprocessa
Tautoneura longiprocessa är en insektsart som beskrevs av Song och Li 2008. Tautoneura longiprocessa ingår i släktet Tautoneura och familjen dvärgstritar. Inga underarter finns listade i Catalogue of Life.